# Pauline Jordan
Pauline Parie, coniugata Jordan (Glendale, 27 marzo 1968), è un'ex cestista statunitense.

## Carriera
Con gli Stati Uniti ha disputato i Campionati americani del 1989.